# Kurt Mahr

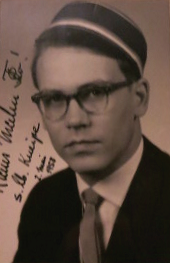
Klaus Mahn (alias Kurt Mahr) im Couleur seiner Studentenverbindung (1954)

Kurt Mahr (* 8. März 1934 in Frankfurt am Main; † 27. Juni 1993 in Florida; wirklicher Name Klaus Mahn; früheres Pseudonym Cecil O. Mailer) war ein deutscher Schriftsteller und seit Beginn der Perry-Rhodan-Serie im Jahr 1961 einer der Autoren und „der Physiker vom Dienst“.

## Leben
Kurt Mahr wurde am 8. März 1934 in Frankfurt am Main geboren und absolvierte seine Schulzeit hier und kriegsbedingt evakuiert im Schwarzwald. Nach dem Abitur in Frankfurt begann Mahr 1953 in Darmstadt – wo er sich dem Corps Franconia Darmstadt anschloss – zunächst ein Bauingenieurstudium, wechselte dann jedoch 1956 zur Physik (beides TH Darmstadt).
Als frischgebackener Diplom-Physiker (Abschluss: 1962) ging er in die USA. Von 1962 bis 1966 war er Ingenieur in der Brennstoffzellenforschung bei Pratt & Whitney in East Hartford, Connecticut, und danach von 1966 bis 1972 Ingenieur bei den Rüstungsfirmen Martin Marietta und Harris Corporation in Orlando, Florida.
1968 erwarb er die amerikanische Staatsbürgerschaft. Er war auch als Computerexperte für private Auftraggeber tätig. In den USA lebte er zunächst bis 1972 und blieb – nach einem Intermezzo in Deutschland, wo er von 1972 bis 1977 als Softwareentwickler arbeitete – ab 1977 bis zu seinem Tod dort. Von 1977 bis 1979 arbeitete er als Softwareentwickler in Melbourne, Florida, und war danach bis zu seinem Ableben freiberuflicher Schriftsteller. Er lebte in Manchester, Connecticut, und Melbourne Beach, Florida. Am 18. Oktober 1985 heiratete Mahr in Florida Inge Voltz. Diese war die Witwe seines ebenfalls für die Serie Perry Rhodan tätig gewesenen Kollegen Willi Voltz.
Seit Ende der 1950er Jahr gehörte Mahr zu den erfolgreichsten deutschsprachigen Science-Fiction Autoren. Neben den Perry-Rhodan-Heftromanen verfasste Kurt Mahr auch zahlreiche Perry-Rhodan-Planetenromane (Taschenbuchausgabe). Hier kamen seine Stärken, eine Fabulierkunst, die an Kriminalerzählungen erinnert, und die dichte Schilderung von Charakteren zusammen mit einem trockenen Humor zur Geltung.
Sowohl vor als auch während seiner schriftstellerischen Tätigkeit für die Perry-Rhodan-Redaktion verfasste Mahr zahlreiche weitere Science-Fiction-Romane, die keinerlei inhaltlichen Bezug zur Perry-Rhodan-Serie aufweisen. Dazu zählen auch die beiden in sich abgeschlossenen Kurz-Serien Krieg der Milchstraßen mit sechs Romanen und Der lange Weg zur Erde mit fünf Romanen (beide bei Terra Utopische Romane).
Nach dem Tod von William Voltz und dem Rücktritt von Thomas Ziegler schrieb Kurt Mahr ab 1985 (Heft 1250) bis Heft 1555 (1991) zusammen mit Ernst Vlcek die Exposés. Er verfasste ab Heft 700 viele Jahre den „Computer“, eine Rubrik am Ende jedes Heftes, die Kommentare und Spekulationen zur Handlung enthielt. Nach seinem plötzlichen Tod infolge eines Unfalls 1993 übernahm Peter Griese diese Aufgabe.

## Trivia
Am 24. März 1994 – Mahr war zuvor im Juni 1993 gestorben – erschien der Perry-Rhodan-Heftroman Nr. 1700 mit dem Titel Möbius. Das von Johnny Bruck geschaffene Titelbild dieses Bandes zeigt ein Porträt Kurt Mahrs.

## Bibliografie

### Perry Rhodan-Universum

#### Perry Rhodan-Heftserie (1961–1993)
Kurt Mahr verfasste 253 Romane der Perry-Rhodan-Hauptserie (Band 1300 schrieb er gemeinsam mit Ernst Vlcek). Er ist damit der Autor, der die meisten Romane zu dieser Serie beisteuerte.
- 5: Atom-Alarm
- 8: Die Venusbasis
- 11: Mutanten im Einsatz
- 16: Die Geister von Gol
- 17: Planet der sterbenden Sonne
- 20: Venus in Gefahr
- 21: Der Atomkrieg findet nicht statt
- 24: Im Dschungel der Urwelt
- 25: Der Overhead
- 29: Die Flotte der Springer
- 30: Tifflor, der Partisan
- 35: Im Land der Götter
- 38: Vorstoß nach Arkon
- 43: Rauschgifthändler der Galaxis
- 47: Gom antwortet nicht
- 53: Die Verdammten von Isan
- 57: Der Attentäter
- 59: Rückkehr aus dem Nichts
- 62: Die blauen Zwerge
- 66: Wächter der Verbannten
- 68: Hetzjagd durch die Dimensionen
- 69: Im Halbraum lauert der Tod
- 72: Die Gesandten von Aurigel
- 73: Die drei Deserteure
- 79: Die Atomhölle von Gray Beast
- 80: In den Höhlen der Druuf
- 82: Schach dem Universum
- 93: Der Feind im Dunkel
- 102: Abteilung III greift ein
- 106: Der Götze von Passa
- 108: Die Wüste des Todes
- 113: Die Wunderblume von Utik
- 118: Der Robot-Sergeant
- 122: Der Tod des Lordadmirals
- 127: Zwischen den Milchstraßen
- 131: Das Versteck in der Zukunft
- 136: Bestien der Unterwelt
- 141: Station der Unsichtbaren
- 146: Hinter der Zeitmauer
- 155: Die Sklaven von Nowhere
- 160: Der Spiegel des Grauens
- 166: Im Labyrinth von Eysal
- 167: Spione von der Erde
- 172: Das Geheimnis der heiligen Insel
- 178: Die Todeskandidaten von Akon
- 182: Drei von der galaktischen Abwehr
- 187: Soldaten für Kahalo
- 194: Die heimliche Invasion
- 195: Der Sturz des Sterndiktators
- 201: Sternstation im Nichts
- 206: Die Schrecken der Hohlwelt
- 214: Der Kampf um die Pyramiden
- 219: Teleporter Achtung!
- 225: Rendezvous im All
- 231: Das System der Verlorenen
- 237: Die drei Sternenbrüder
- 243: Raumaufklärer 008
- 249: Der Geist der Maschine
- 260: Gespenster der Vergangenheit
- 261: Die Fabrik des Teufels
- 267: Rückkehr in die Gegenwart
- 276: Irrweg durch die Zeit
- 283: Flucht vom Giftplaneten
- 291: Brücke zwischen den Sternen
- 296: Die Herrin der Sterne
- 305: Die Stunde der Hypnokristalle
- 311: Tödliche Fracht nach Danger I
- 317: Terror auf dem Kristallplaneten
- 325: Das Zeitexperiment der Verbannten
- 333: Das Meer der Träume
- 342: Die Bestien sollen sterben
- 349: Die Partisanen von der CREST
- 359: Die Korvette der Todeskandidaten
- 368: Von Galaxis zu Galaxis
- 379: Das Tor zur Hölle
- 395: Die Hyperseuche
- 532: Die Alte von USTRAC
- 547: Die Sonne warf keinen Schatten
- 562: Kurier nach Sol
- 572: Die Stunde des Symbionten
- 581: Die Geistermutanten
- 599: Tag der Entscheidung
- 600: Die unsichtbare Grenze
- 606: Marathon der Raumschiffe
- 613: Geißel der Menschheit
- 619: Jagd nach der Zeitmaschine
- 626: Kampf der Gehirne
- 633: Die psionische Jagd
- 639: Der Tod des Großadministrators
- 645: Die Catron-Ader
- 649: Schach der Finsternis
- 657: Der Arkturus-Zwischenfall
- 658: Flug in die Dunkelwolke
- 673: Raumschiff Erde
- 681: Das Sonnen-Fünfeck
- 689: Die Irrfahrt des Mutanten
- 690: Die Flucht des Körperlosen
- 699: Terra unter fremder Sonne
- 700: Aphilie
- 713: Roboter lügen nicht
- 724: Geheimkonferenz der Rebellen
- 734: Operation Gehirnwäsche
- 735: Die Armee aus dem Ghetto
- 748: Raphael, der Unheimliche
- 749: Plan der Vollendung
- 759: Eiswüste Alaska
- 766: Der Herr der Welt
- 767: Der Wächter von Palatka
- 776: Das schwarze Raumschiff
- 784: Die Rache der Feuerflieger
- 791: Der Comp und der Kybernetiker
- 799: Abschied von Terra
- 804: Der Zeithammer
- 805: Flucht von Intermezzo
- 815: Der Sieben-D-Mann
- 822: Ein Fremder auf Luna
- 823: Der Kampf um die IRONDUKE
- 828: Götze der Wolklovs
- 837: Im Bann des Neutronensterns
- 838: Paradies der Feuerflieger
- 839: Das große Feuerwerk
- 848: Titan - die letzte Bastion
- 849: Sprung über den Abgrund
- 857: Erbe der Aphilie
- 858: Die BASIS
- 868: Aufbruch der BASIS
- 869: Die Tage des Ungeheuers
- 876: Die Welt des LARD
- 877: In der Gewalt des LARD
- 888: Überfall der Malgonen
- 889: Der Kampf um Quostoht
- 903: Der Quellmeister
- 904: Murcons Burg
- 915: Murcons Vermächtnis
- 916: Der Quellmeister und die Bestie
- 931: Das strahlende Gefängnis
- 932: Statue der Macht
- 945: Die Energiejäger
- 946: Der sechste Schlüssel
- 957: Der Traumplanet
- 958: Die Gruft des Beschützers
- 971: Alarm auf Martappon
- 972: Die Stimme aus dem Nichts
- 980: Schwerkraft-Alarm
- 981: Helfer der Kosmokraten
- 990: Planet der Glücksbringer
- 991: Die letzte Horde
- 1004: Die Stufen der Erkenntnis
- 1005: Todesfahrt nach Felloy
- 1017: Auf den Spuren der Bruderschaft
- 1018: Die Betschiden und der Jäger
- 1029: Die Unbezwingbaren
- 1030: Meister der Vergangenheit
- 1039: Die Stimme der Bruderschaft
- 1040: Unheil über Kran
- 1049: Geheimagent für Kran
- 1050: Die Roboter von Ursuf
- 1058: Vorstoß nach M 3
- 1059: Fels der Einsamkeit
- 1068: Rückkehr in die Hölle
- 1078: Die Seth-Apophis-Brigade
- 1084: Operation Kardec-Schild
- 1090: Der Kardec-Kreis
- 1098: Der steinerne Bote
- 1099: Das Kollektiv der Porleyter
- 1106: Die Trümmerreiter
- 1107: Jenseits der tödlichen Grenze
- 1114: Der Fluch der Kosmokratin
- 1121: Der Sonnenhammer
- 1122: Raubzug der Armadaschmiede
- 1128: Weltraumtitanen
- 1129: Der befehlende Code
- 1137: Einer gegen Terra
- 1138: Triumph der Psioniker
- 1148: Die schwarze Pyramide
- 1150: Die große Vision
- 1159: Seth-Apophis
- 1160: Aitheran ruft
- 1161: Totentanz in M 82
- 1169: Pforte des Loolandre
- 1170: Abgrund unter schwarzer Sonne
- 1177: Der Junge von Case Mountain
- 1178: Die vierte Weisheit
- 1190: Die stählerne Spinne
- 1191: Im Schattenreich der Yo
- 1199: Der Prinz und der Bucklige
- 1200: Ordoban
- 1208: In den Katakomben von Starsen
- 1209: Die Grauen Lords
- 1225: Bastion im Grauland
- 1226: Der Kampf um Schatzen
- 1232: Anschlag auf Gatas
- 1233: Rückkehr in die Minuswelt
- 1244: Traumwelt Terra
- 1245: Der böse Geist von Terra
- 1253: Aufbruch nach Erendyra
- 1254: Welt ohne Hoffnung
- 1266: Der Troß des Kriegers
- 1267: Flucht aus Elysium
- 1271: Finale in der Tiefe
- 1272: Revolte der Ritter
- 1278: Der Elfahder
- 1284: Am Paß der Icana
- 1285: Das Spiel des Lebens
- 1295: Der neue Sotho
- 1298: Der Gorim von Aquamarin
- 1300: Die Gänger des Netzes (Mitautor: Ernst Vlcek)
- 1308: Das Wunder der Milchstraße
- 1309: Heiße Fracht für Terra
- 1318: DORIFER
- 1324: Der Große Bruder
- 1325: Der Tod eines Kriegers
- 1333: Im Bann des Psichogons
- 1339: Ijarkors letzte Schlacht
- 1346: Entscheidung im Raumfort 3201
- 1347: Am Ereignishorizont
- 1350: TARKAN
- 1356: Die Botschaft der Letzten Tage
- 1361: Das Anklam-Projekt
- 1362: Der Sonnensucher
- 1372: Zwölf Raumschiffe nach Tarkan
- 1373: IMAGO
- 1385: Die Materiewippe
- 1388: Kurier nach Tarkan
- 1399: ESTARTU
- 1400: Götter der Nacht
- 1410: Der Droide
- 1418: Die Höhle des Giganten
- 1424: Revolte auf Phönix
- 1433: Blockadebrecher
- 1442: Die grauen Eminenzen
- 1444: Legende und Wahrheit
- 1453: Der unbekannte Feind
- 1464: Das Phantom von Phönix
- 1474: Das Supremkommando
- 1482: Der Alleingang des Außenseiters
- 1493: Das Gefängnis der Kosmokratin
- 1502: Die letzte Frist
- 1516: Chaos im Humanidrom
- 1523: Das Projekt
- 1548: Orbit im Nichts
- 1555: Zu Arkons Ruhm und Ehre
- 1562: Bastion des Bewahrers
- 1570: Das Haus der Geborgenheit
- 1571: PE-hilfreich
- 1585: Eine Leiche nach Akkartil
- 1601: 10. Januar 1200
- 1616: Experimente im Hyperraum
- 1625: Botschaft von ES
- 1632: Botschaft aus der Raumzeitfalte
- 1639: Signale aus NGC 6503
- 1647: Der letzte Schlag
- 1661: Tabuplanet Shaft

#### Atlan-Heftserie (1972–1984)
- 67: Planet der Überflüssigen
- 73: Das Milliardenprojekt
- 74: Das Imperium der Gauner
- 84: Die Seelenlosen
- 90: Stadt in der Tiefsee
- 95: Der Mann, der aus der Tiefe kam
- 103: Planet der Spinnen
- 107: Friede für Feman
- 113: Die Rache des Androiden
- 119: Der Plasma-Mutant
- 121: Die Schwelle zum Nichts
- 129: Kaiser der Milchstraße
- 136: Die Image-Maschine
- 163: Das Geheimnis von Gostacker
- 219: Die Unterwelt von Varlakor
- 229: Das Geheimnis von Perpandron
- 241: Stab der Macht
- 250: Die Gefangenen von Arkon
- 257: Die Stunde der Doppelgänger
- 268: Das Seuchenschiff
- 280: Agentenschule Cerrgoor
- 308: Stadt der Roboter
- 321: Das Geheimnis der Eiszitadelle
- 332: Der Steuermann von Pthor
- 344: Im Reich der Tyrannen
- 353: Der Krüppel von Arsyhk
- 363: Der Ruf des Wächters
- 372: Odins Erbe
- 385: Attentat auf Urgan
- 518: Der Herr in den Kuppeln
- 530: Das Reich der Roxharen
- 538: In der Eiswüste von Worisan IV
- 540: Der Weise von Break-2
- 549: Im Reich der Giganten
- 561: Landschaft im Nichts
- 567: Kometenalarm
- 586: Rettungsaktion für Chybrain
- 597: Der Planetenwall
- 608: Das Mental-Relais
- 618: Planetoid der Forscher
- 629: Der Geist der Positronik
- 642: Ticker
- 653: Schiffbruch auf Urab
- 687: Das Zerstörungskommando

#### Planetenromane (1964–1994)
- 2: Der große Denker von Gol
- 6: Die Tochter des Roboters
- 13: Sternkolonie Troja
- 21: Das tödliche Paradies
- 24: Baumeister des Kosmos
- 29: Die Fremden aus dem Mikronebel
- 39: Bomben auf Karson
- 54: Das Monsterhirn
- 61: Der Planetenkönig
- 66: Supernova
- 105: Signale auf Kanal Acht
- 117: Unser Mann im All
- 123: Das Sonnenkraftwerk
- 126: Brennpunkt Wega
- 129: Die Invasion findet nicht statt
- 131: Abteilung PSI
- 134: Das Parachron-Attentat
- 136: Sklaven des Computers
- 139: Die Sonnengeister
- 143: Der Mann mit der Maske
- 150: Der letzte Kurier
- 157: Der Mann aus dem Nichts
- 164: Die Höhlen von Olymp
- 176: Spion der Sternenmacht
- 183: Der Fall Oberon
- 191: Geisterschiff CREST IV
- 204: Söhne der Liga
- 207: Das Westrak-Komplott
- 211: Der Rauschgiftplanet
- 219: Bote des Unsterblichen
- 225: Eiswelt Cyrglar
- 257: Sklaven des Orionnebels
- 284: Die Sirenen von Dhatabaar
- 292: Der schreckliche Jäger
- 302: Die Sternenträumer
- 309: Das Juwel von Amringhar
- 315: Duell der Querionen
- 327: Ich, der Cantaro
- 348: Der kosmische Bote
- 358: Der Herr des Siebten Tages
- 361: Muru, der Unbezähmbare
- 372: Das Gremium der Vier

### Terra Astra
- 12: Die hässlichen Zwerge von Artaria
- 28: Die Stadt der Alten
- 105: Kampf der Androiden
- 125: Zarastra - die Zauberin
- 134: Der Planetenkönig
- 145: Die Hyänen von Sacanor
- 196: Ein Planet verschwindet (Krieg der Milchstraßen 1)
- 199: Die Hypno-Sklaven (Krieg der Milchstraßen 2)
- 202: In einer fremden Galaxis (Krieg der Milchstraßen 3)
- 205: Geheimstützpunkt Point Maler (Krieg der Milchstraßen 4)
- 208: Unternehmen Winterschlaf (Krieg der Milchstraßen 5)
- 211: Die Welt der Silikos (Krieg der Milchstraßen 6)
- 239: Der Krieger mit dem Flammenschwert
- 265: Die Klasse der Alphas
- 275: Aus den Tiefen der Erde
- 292: 2x Mister Beeches?
- 312: Das Gigant-Gehirn
- 338: 2x Professor Manstein
- 344: Die Dunkelwolke (Der lange Weg zur Erde 1)
- 348: Das letzte Raumschiff (Der lange Weg zur Erde 2)
- 352: Der Fremde von Royale (Der lange Weg zur Erde 3)
- 357: Im Bann der roten Zwerge (Der lange Weg zur Erde 4)
- 362: Planet der Gespenster (Der lange Weg zur Erde 5)
- 394: Die Ratten
- 402: Projekt Ranger
- 418: Die Plasma-Hölle
- 434: Die Sternentöter
- 442: Das Gestirn der Einsamen
- 450: Der Diktator von Tittakat

### Terra Utopische Romane
- 99: Zeit wie Sand
- 109: Der Nebel frißt sie alle
- 119: Die Geschöpfe des Palin
- 122: Spinnen aus dem Weltraum
- 129: 110 000 Jahre später
- 139: Feldzug der Gläubigen
- 146: Todeskommando Solar
- 157: Die Welt des Ursprungs
- 164: 2 x Professor Manstein
- 171: Der Blaustern-Fürst (1)
- 172: Der Blaustern-Fürst (2)
- 179: Havarie auf Antares
- 185: Die zweite Schöpfung (1)
- 186: Die zweite Schöpfung (2)
- 193: Menschen zwischen der Zeit
- 198: Aus den Tiefen der Erde
- 205: Das Gigant-Gehirn
- 212: Die Klasse der Alphas
- 259: Projekt Ranger
- 289: Die Ratten
- 300: Die Plasma-Hölle
- 302: Das Rätsel des Universums (1)
- 303: Das Rätsel des Universums (2)
- 346: Die Sternentöter
- 357: Das Gestirn der Einsamen
- 372: Der Diktator von Tittakat
- 456: In der Maske eines Roboters
- 544: Mars - die Welt der Rätsel

Krieg der Milchstraßen
- 224: (1) Ein Planet verschwindet
- 227: (2) Die Hypno-Sklaven
- 230: (3) In einer fremden Galaxis
- 233: (4) Geheimstützpunkt Point Maler
- 236: (5) Unternehmen Winterschlaf
- 239: (6) Die Welt der Silikos

Der lange Weg zur Erde
- 317: (1) Die Dunkelwolke
- 320: (2) Das letzte Raumschiff
- 324: (3) Der Fremde von Royale
- 327: (4) Im Banne der roten Zwerge
- 330: (5) Planet der Gespenster

### Utopia Classics
- 11: Das Rätsel des Universums
- 18: Die Milliardenstadt
- 26: Bluff der Jahrtausende
- 33: Das Raumschiff der Verdammten
- 42: Ringplanet im NGC 3031
- 48: Die Diktatorin der Welt
- 51: Die Zeitstraße (1983), sechs Erzählungen zum Phänomen „Zeit“, unter anderem Kunersdorf, Armer Paul und Methusalah
- 61: Zeit wie Sand
- 72: Der Nebel frißt sie alle

### Utopia-Großband(als  Cecil O. Mailer)
- 152: Ordnungszahl 201

### Utopia Zukunftsroman(als  Cecil O. Mailer)
- 224: 2x Mr. Beeches
- 228: Vulkan kontra Erde
- 232: Die Union der 2000 Welten
- 237: Geheimnisvoller Meteor
- 247: Sabotage mit Feuerwasser
- 251: Treffpunkt Zukunft
- 281: Der große Tunnel

### ZbV-Serie
- 19: Nachschubbasis Godapol (mit K. H. Scheer)
- 21: Marsversorger ALPHA VI (mit K. H. Scheer)
- 26: Sicherheitsfaktor III (mit K. H. Scheer)
- 31: Zonta-Norm regelwidrig (mit K. H. Scheer)